# 売春汚職事件
売春汚職事件（ばいしゅんおしょくじけん）は、1957年から1958年にかけて起こった日本の汚職事件。政治家と赤線業者への贈収賄捜査の裏で、検察内部の派閥抗争が絡み、マスコミまでを巻き込んだ大事件へと発展した。

## 概要
- 1957年
  - 10月1日 新宿カフェー喫茶協同組合理事長・安藤恒に対する業務上横領被疑事件の取調べ中に、全国性病予防自治連合会（赤線業者の業界団体）の業務上横領容疑が発覚。東京地方検察庁特別捜査部が同連合会事務局長・今津一雄を逮捕。
さらに捜査の過程で、同連合会から売春防止法の成立阻止のため、国会法務委員及び売春対策審議会委員に工作費がばら撒かれていた容疑が発覚。
  - 10月12日 - 東京地検特捜部が同連合会理事長・鈴木明、副理事長・長谷川康ら幹部を贈賄容疑で逮捕。
  - 10月16日 - 同連合会専務理事・山口富三郎を贈賄容疑で逮捕。
  - 10月18日 - 読売新聞が「売春汚職、宇都宮徳馬、福田篤泰両自民党衆議院議員を収賄容疑で召喚必至。近く政界工作の業者を逮捕」と報道。
しかし、この情報は捜査情報を漏洩していた人物を特定するために検察が流した偽情報であった。なお、当時本件捜査に従事していた伊藤栄樹（後の検事総長）は、引退後に朝日新聞で連載した『秋霜烈日』（1988年）の中で一連の経緯を明かしているが、偽情報を流した人物と捜査情報を漏洩していた人物の名前は「すっかり忘れてしまった」として明かさなかった。渡邉文幸によると、偽情報を流したのは伊藤、捜査情報を漏洩していたのは河井信太郎法務省刑事課長であったとしている[1]。
  - 10月22日 - 東京地検特捜部が鈴木、長谷川、山口を再逮捕。
  - 10月18日から22日 - 宇都宮、福田両議員が読売新聞・検察関係者を名誉毀損で告訴。
  - 10月24日 - 東京高検、立松和博読売新聞社会部記者を名誉毀損容疑で逮捕。
当時、検察内部は民間出身の花井忠検事総長の下、次期検事総長を巡り岸本義広東京高検検事長（後に自民党衆議院議員）を中心とする公安検察派と、馬場義続法務事務次官（後に検事総長）を中心とする特捜検察派が対立していた。岸本は偽情報のリーク元が特捜検察派＝馬場派と考え、立松を逮捕し情報元を自白させることで、馬場派の一掃を狙っていた。岸本は3人の検事に立松を尋問させ、専らニュースソースの割り出しを図った[2]。さらに、記者会見において「新聞記者がニュースソースを秘匿する権利は許されない。そんな慣習は打破されるべきだ」と断言した。
  - 10月26日 - 日本新聞協会が立松記者の即時釈放を要求する声明発表。
  - 10月27日 - 勾留期限到来までに、立松は情報元を自白せず。東京高検は立松記者の勾留期限延長の請求をするも東京地裁は却下、釈放となる。岸本は準抗告はしなかったが、読売の取材に対し「見解の相違」を連発した。
  - 10月30日 - 東京地検特捜部、自民党の真鍋儀十衆議院議員を収賄容疑で取調べ、同日逮捕（選挙区の墨田区・江東区の赤線業者から、1956年7月の渡欧の際、30万円を受領。売春防止法の審議で反対の姿勢を見せていた）。
  - 11月18日 - 東京地検特捜部が自民党の椎名隆衆議院議員を収賄容疑で取調べ、同日逮捕（売春防止法案の審議で業者に有利になるよう、業者から数十万円を受領していた）。
  - 11月23日 - 東京地検特捜部が自民党の首藤新八衆議院議員を収賄容疑で取調べ、大阪から急行「いずも」で東京に連行、同日逮捕。
  - 12月18日 - 結局、宇都宮・福田両議員は召喚されず（特に、戦前からリベラルな政治姿勢で知られ、裕福な実業家でもあった宇都宮の関与については、記事掲載当初から疑問の声があった）、読売新聞は10月18日報道記事に関して、社会面トップに五段抜きの異例の取消記事を掲載。同時に事件に関する社内の処分を公表（立松は、懲戒休職・編集局勤務となり、事実上、記者生命を断たれる。失意の中、1962年10月自殺）。この処分とともに、読売新聞側は、当時、社主であり科学技術庁長官兼国家公安委員長であった正力松太郎の交渉により宇都宮・福田両代議士に対し現在の価値にして4億円の慰謝料を支払い誤報の決着を図ったとされる（『渡邉恒雄　メディアと権力』より）。これを受けて東京高検は立松を不起訴にするとともに、公表した『所信と見解』において、証拠隠滅の恐れがあり、記事には客観的にも主観的にも真実の合理的な根拠がない、として立松拘束を正当化した[2]。
- 1958年
  - 1月20日 - 東京地検特捜部、売春防止法に関連する売春汚職の捜査概要を発表。真鍋、椎名、首藤の国会議員3名を収賄罪、赤線業者5名を贈賄罪で起訴。
  - 4月1日 - 売春防止法施行。
  - 9月9日 - 東京地裁判決、真鍋、椎名は有罪、首藤は無罪となった。

## 事件の影響
事件は、売春汚職そのものよりも、新聞記者が名誉毀損で逮捕され「ニュースソース」を開示せよと迫られる、マスコミ報道の根本を問いかける立松記者逮捕事件を派生させた。立松はニュースソースを自白しなかったものの、情報自体が偽情報であったことがトドメとなり、誤報の責任を取らされる形で社内処分によって左遷され、記者生命を絶たれた。
元々病弱だった立松はその後、酒や薬に溺れる自暴自棄な生活を送った末に、1962年（昭和37年）10月、睡眠薬の過剰服用によって自殺した。死の直前には、「読売は俺を守ってくれなかった。酷い会社なんだ」という言葉を残している。また、これまで読売新聞社会部は「社会部王国」の異名を誇っていたが、この事件を機に凋落が始まったとされる。
また、立松記者逮捕事件の影響で、公安検察の首領・岸本は事実上失脚し、次期検事総長争いに敗れた。岸本は、馬場派への復讐を図るべく、1960年（昭和35年）11月に第29回衆議院議員総選挙に自民党公認候補として大阪5区から出馬し当選、法務大臣を目指す。報復を恐れた馬場は、これを迎え撃つ形で大阪地検特捜部に選挙違反に対する徹底的な捜査を命じ、戸別訪問等の軽微な公職選挙法違反を犯した末端運動員をも逮捕した末、遂には芋蔓式に岸本本人まで訴追されこの結果、岸本は政界で影響力を失って次回選挙で落選し、失意の中で一審有罪判決の控訴中に1965年（昭和40年）に静養先で死亡した（岸本義広選挙違反事件）。